# Maurice Setters
Maurice Edgar Setters (Honiton, 1936. december 16. – 2020. november 22.) angol labdarúgó, fedezet, edző.
Az angol válogatott tagjaként részt vett az 1958-as labdarúgó-világbajnokságon.

## Sikerei, díjai
Manchester United
- Angol bajnokság
  - bajnok: 1964–65
- Angol kupa (FA Cup)
  - győztes: 1963